# Theresienwiese

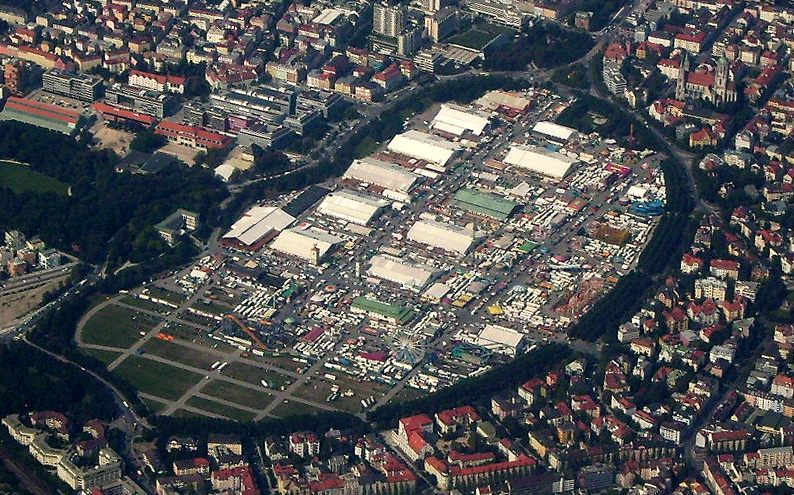
Flygbild över Theresienwiese en dag före 2006 års fest i München.

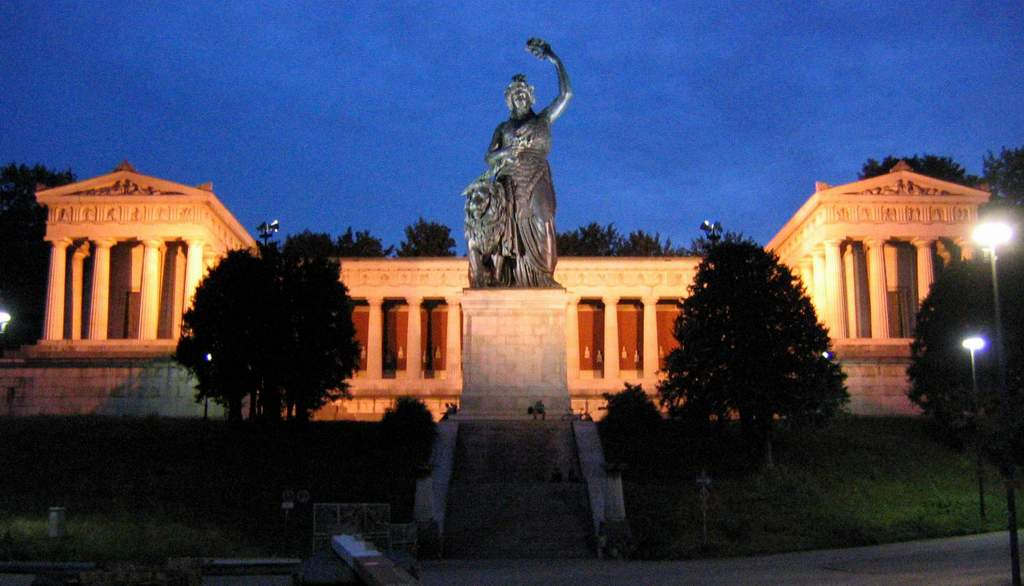
Bavaria-statyn vid Theresienwiese

Theresienwiese ("die Wiesn") är en plats i Ludwigsvorstadt-Isarvorstadt i München. Här arrangeras varje år Oktoberfest. Den har fått sitt namn efter prinsessan Therese av Sachsen-Hildburghausen, gemål åt den bayerska kronprinsen Ludwig, senare Ludwig I av Bayern. Bröllopet 1810 firades på Theresienwiese och detta blev starten på det som idag är Oktoberfest. 1896 kom de första stora öltälten. Området ligger i sydvästra München, cirka 2,3 kilometer från centralstationen München Hauptbahnhof (München Hbf).